# Pontenet
Pontenet ist eine Ortschaft in der Gemeinde Valbirse im Verwaltungskreis Berner Jura des Kantons Bern in der Schweiz. Pontenet war bis zum 31. Dezember 2014 eine eigene politische Gemeinde. Am 1. Januar 2015 fusionierte diese mit den Gemeinden Bévilard und Malleray zur neuen Gemeinde Valbirse.

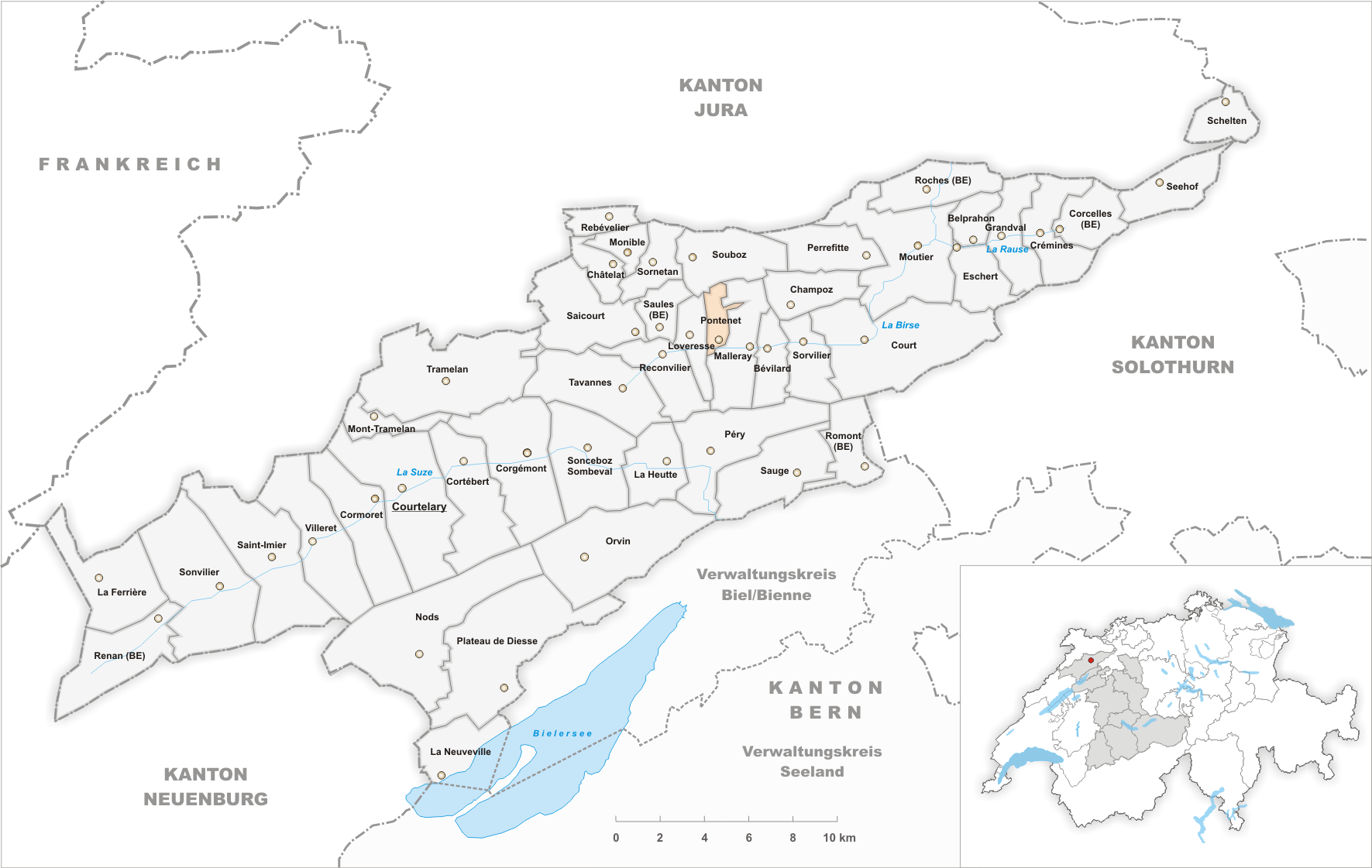
Gemeindestand vor der Fusion am 1. Januar 2015

## Geographie
Pontenet liegt auf 741 m ü. M., zehn Kilometer westsüdwestlich des Orts Moutier (Luftlinie). Das Bauerndorf erstreckt sich auf einer Kuppe am unteren Südhang des Moron rund 30 Meter über dem Talboden der Birs, im breiten Talbecken des Juralängstals Vallée de Tavannes.
Die Fläche des 2,7 Quadratkilometer grossen Gebiets der ehemaligen Gemeinde umfasst einen schmalen Abschnitt im Zentralteil des Vallée de Tavannes. Den südlichen Teil nimmt die Talniederung der Birs ein. Ein kleiner Zipfel reicht an den unteren Hang der Montoz-Kette, welche das Vallée de Tavannes auf seiner Südseite flankiert. Nach Norden erstreckt sich Pontenet über die Pâturage du Droit (Weide- und Waldgebiet) und den bewaldeten Steilhang bis auf die Jurakette des Moron, wo mit 1325 m ü. M. der höchste Punkt der Ortschaft erreicht wird. Hier befinden sich ausgedehnte Jurahochweiden mit den typischen mächtigen Fichten, die entweder einzeln oder in Gruppen stehen. Von der Gemeindefläche entfielen 1997 6 % auf Siedlungen, 46 % auf Wald und Gehölze, 47 % auf Landwirtschaft, und etwas weniger als 1 % war unproduktives Land.
Zu Pontenet gehören mehrere Einzelhöfe und Bergbauernhöfe auf dem Moron. Nachbarorte von Pontenet sind der Ortsteil Mallerey in der gleichen Gemeinde und Souboz in der Gemeinde Petit-Val sowie die Gemeinde Loveresse.

## Bevölkerung
Mit 217 Einwohnern (Stand 31. Dezember 2013) gehörte Pontenet zu den kleinen Gemeinden des Berner Juras. Im Jahr 2000 waren von den Bewohnern 89,5 % französischsprachig, 9,5 % deutschsprachig und 0,5 % italienischsprachig. Die Bevölkerungszahl von Pontenet belief sich 1850 auf 121 Einwohner, 1900 auf 234 Einwohner. Nach einem Höchststand 1920 mit 295 Einwohnern wurde seither ein deutlicher Rückgang verzeichnet.

## Politik
Die Wähleranteile der Parteien anlässlich der Nationalratswahlen 2011 betrugen in Pontenet: SP 32,3 % SVP 26,2 %, BDP 6,4 %, CVP 5,9 %, EVP 5,7 %, GPS 4,8 %, EDU 4,8 %, FDP 3,8 %, AL 3,6 %, Les Rauraques 2,6 %, glp 1,4 %, ALP 1,2 %, PdA 1,0 %, Piraten 0,4 %, SLB 0,1 %.

## Wirtschaft
Pontenet ist noch heute ein hauptsächlich durch die Landwirtschaft geprägtes Dorf, wobei Viehzucht und Milchwirtschaft überwiegen. Im Talboden der Birs haben sich einige kleinere Betriebe etabliert. Viele Erwerbstätige sind Wegpendler und arbeiten in den Industriegemeinden des Vallée de Tavannes.

## Verkehr
Pontenet ist verkehrsmässig recht gut erschlossen. Es liegt 500 Meter von der Hauptstrasse von Delémont nach Tavannes entfernt. Am 3. April 2017 wurde die Autobahn A16 eröffnet. Sie verbindet das schweizerische Nationalstrassennetz mit dem französischen Autobahnnetz. Am 16. Dezember 1876 wurde die Eisenbahnstrecke von Court nach Tavannes mit einem Bahnhof in Pontenet eingeweiht.

## Geschichte
Die erste urkundliche Erwähnung von Pontenet datiert auf 1357 unter dem Namen Pontenat. Das Dorf unterstand bis zum Ende des 18. Jahrhunderts der Propstei Moutier-Grandval. Von 1797 bis 1815 gehörte Pontenet zu Frankreich und war anfangs Teil des Département Mont-Terrible, das 1800 mit dem Département Haut-Rhin verbunden wurde. Durch den Entscheid des Wiener Kongresses kam der Ort 1815 an den Kanton Bern zum Bezirk Moutier.
Bis am 31. Dezember 2014 war Pontenet eine eigenständige Gemeinde.

## Sehenswürdigkeiten
Im Ortskern sind einige Bauernhäuser aus dem 18. und 19. Jahrhundert erhalten, das älteste Bauernhaus stammt von 1673. Die kleine Kirche wurde im Stil des späten Klassizismus errichtet.